# Stephen Furber
Stephen Byram "Steve" Furber CBE, FRS, FREng (Manchester, 21 de março de 1953) é um cientista da computação britânico.
Em 2014 foi reconhecido Distinguished Fellow at the British Computer Society (DFBCS), por suas contribuições à tecnologia da informação, sendo assim um par de, entre outros, Bill Gates, Tim Berners Lee, Vint Cerf e Tom Kilburn.